# エンセーテ

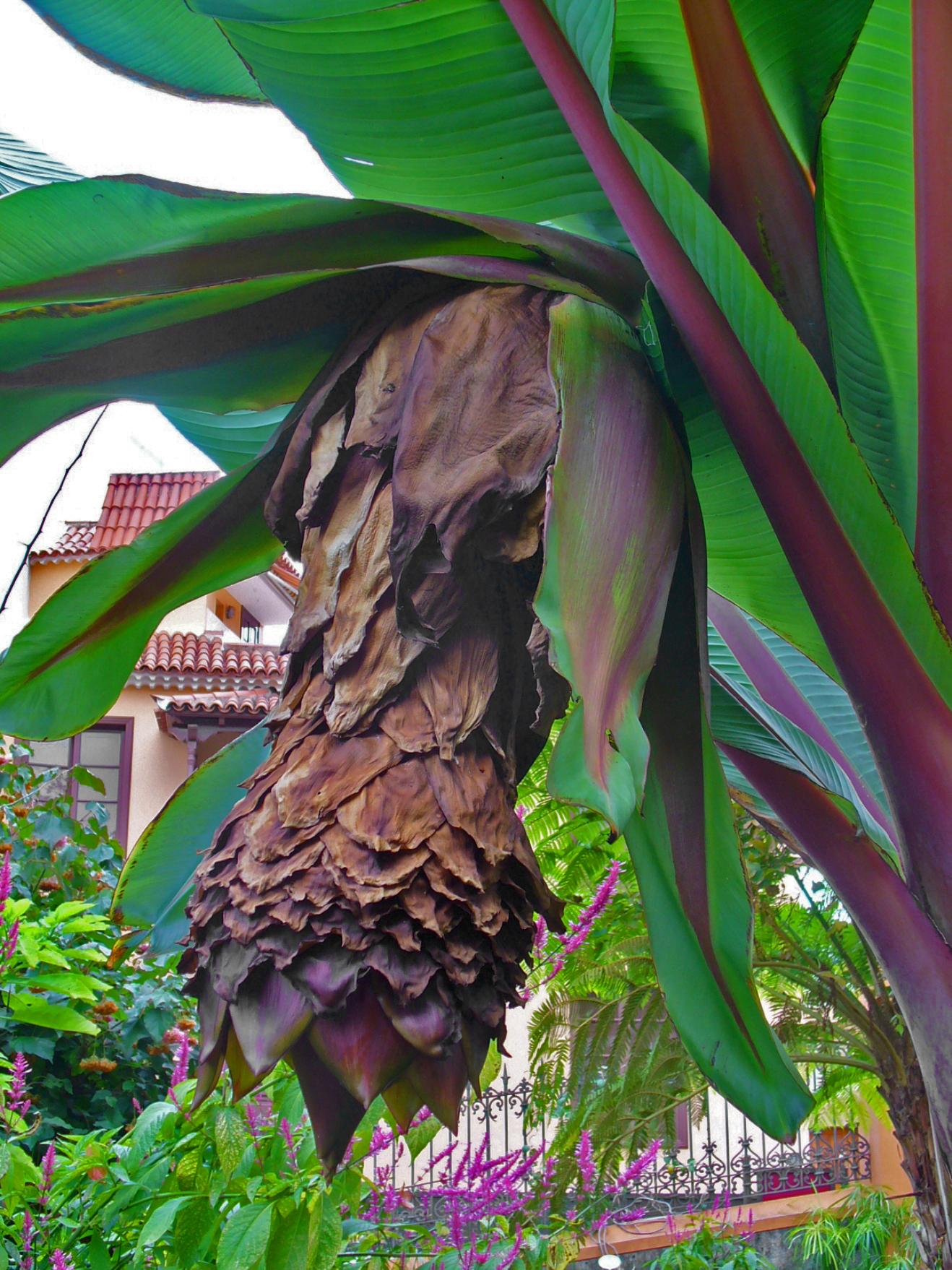
エンセーテ

エンセーテ（Ensete ventricosum）は、バショウ科エンセーテ属に属する植物。エチオピアバナナ、アビシニアバナナ、アビシニアバショウ、ニセバナナとも呼ばれる。エチオピア南部の諸民族にとって重要な食糧作物であり、主食となっている。エンセーテ属には観葉植物は多いが、食用とされているのはほとんどこの種のみである。

## 生態
エンセーテは多年生の植物であり、6m 程度まで成長する。バナナに良く似た外観だが、バナナと違って実は大きくならず、代わりに茎がずっと太くなる。この茎と根茎にデンプンが多量に含まれ、エンセーテの主要可食部となっている。花は咲くが、咲いたあとは株が枯死してしまう。

## 利用
近縁にあるバナナと違い、エンセーテは果実は食用ではなく、葉柄基部及び根茎に蓄えられたデンプンを主に食用とする。食糧作物としての利用タイプではサゴヤシに近い。さらにエンセーテの若い茎や葉は野菜として食用になり、葉は家畜のえさに、古い葉は、屋根や、袋やロープ、マットなどを作る繊維をとるために使われるなど、植物体の大半を利用することができ、捨てるところがほとんどない。最も重要な蓄積されたデンプンは、葉柄の場合かきとられて数週間かけて土中で発酵させてから食用とする。根茎の場合、皮をむいてから中のデンプンの多い部分を崩し、やはり土中で醗酵させて食用とする。醗酵したデンプンからは主にパンが作られ、また粥にして食べることもある。エンセーテの根茎をそのまま蒸して食べる地域もある。また、エンセーテのデンプンからは酒も造られる。デンプンのほかに、エンセーテの咲く直前の花をすり潰す酒もあるが、エンセーテはめったに花を咲かせない上、開花したエンセーテは枯死してしまうため、この酒は材料をそろえることが難しく希少なものである。
作物として考えると、土壌中の栄養素を枯渇させにくい特性があり長期連作が可能であるが、タンパク質量が少ない。しかし、エンセーテを主食として利用する人々にタンパク質欠乏症はほとんど無い。これは、同時にマメ科作物やほかの穀類を併用しているためである。

## 人文
エンセーテはほとんどの穀物よりも単位面積当たりにおいて大きな食料供給力を持つ。250から375平方メートルの畑に植えられた40本から60本のエンセーテは、一家の5人から6人の人間を養うのに充分な食料を供給する。エンセーテはエチオピアで最も重要な根茎作物であり、人口の多い南部及び南西部において古くから主食として利用されてきた。いつから栽培が始められたかについてはわかっていないが、南部の主要民族であるグラゲ人やシダモ人の食文化や経済におけるエンセーテの重要性については、17世紀前半のイエズス会宣教師であるヘロニモ・ロボによってはじめて記録された。

## 栽培
野生のエンセーテは種子から成長するが、栽培種は蘖から苗を作り、畑に挿し木して栽培する。一本の木から最大で400個の苗を採取できる。1994年にはエチオピア全土で3,000 km2の栽培面積があり、1ヘクタールにつきほぼ10トンが収穫された。エンセーテはしばしばソルガムの間に混栽され、ゲデオ人はコーヒーの間に混栽している。一本の木から40kgから50kgのデンプンが採取できるようになるまでには、3年から8年はかかる。このため、人々は成長段階の違うエンセーテを次々と畑に植え、いつでも木のどれかが利用可能な状態にしておく。エンセーテは穀物よりも旱魃に強い。エンセーテ栽培地域においてはさまざまな品種のエンセーテが栽培されている。

## 現状
多くの場合、穀物とともにガモ人、ゴファ人、いくつかのオロモ人グループ、ウォライタ人、グラゲ人、シダモ人などエチオピア南部の多くの民族の主食となっている。エンセーテは2000万人の食糧を賄っているとされ、また生産性が高い上に土壌流出などの自然破壊も起こしにくい作物である。しかし、エンセーテの栽培面積は減少傾向にある。これは、エンセーテの換金性が低く、コーヒーやカルダモンなどの商業作物の栽培が徐々に主流となってきているためである。

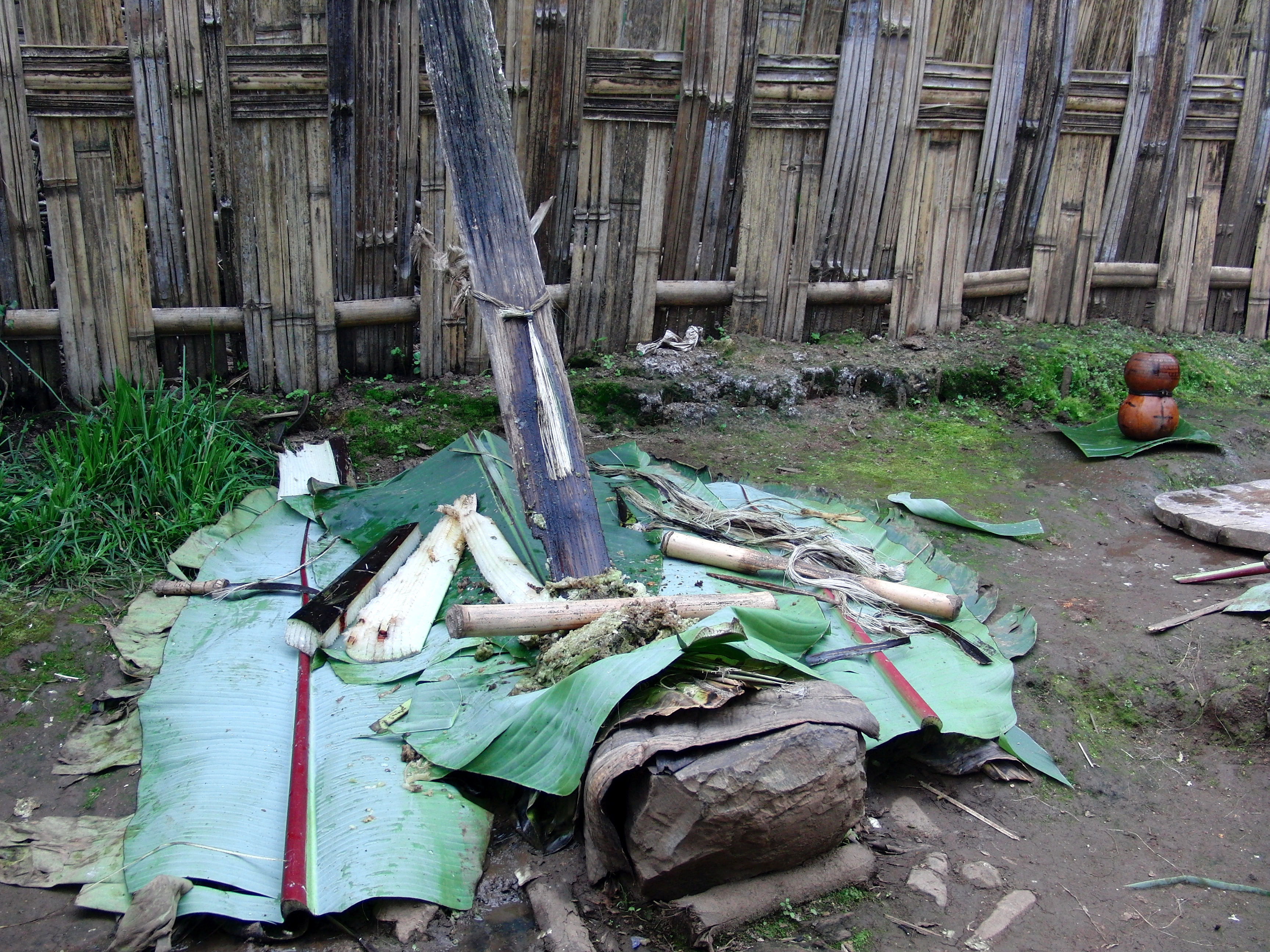
エンセーテの茎から繊維を分離する道具
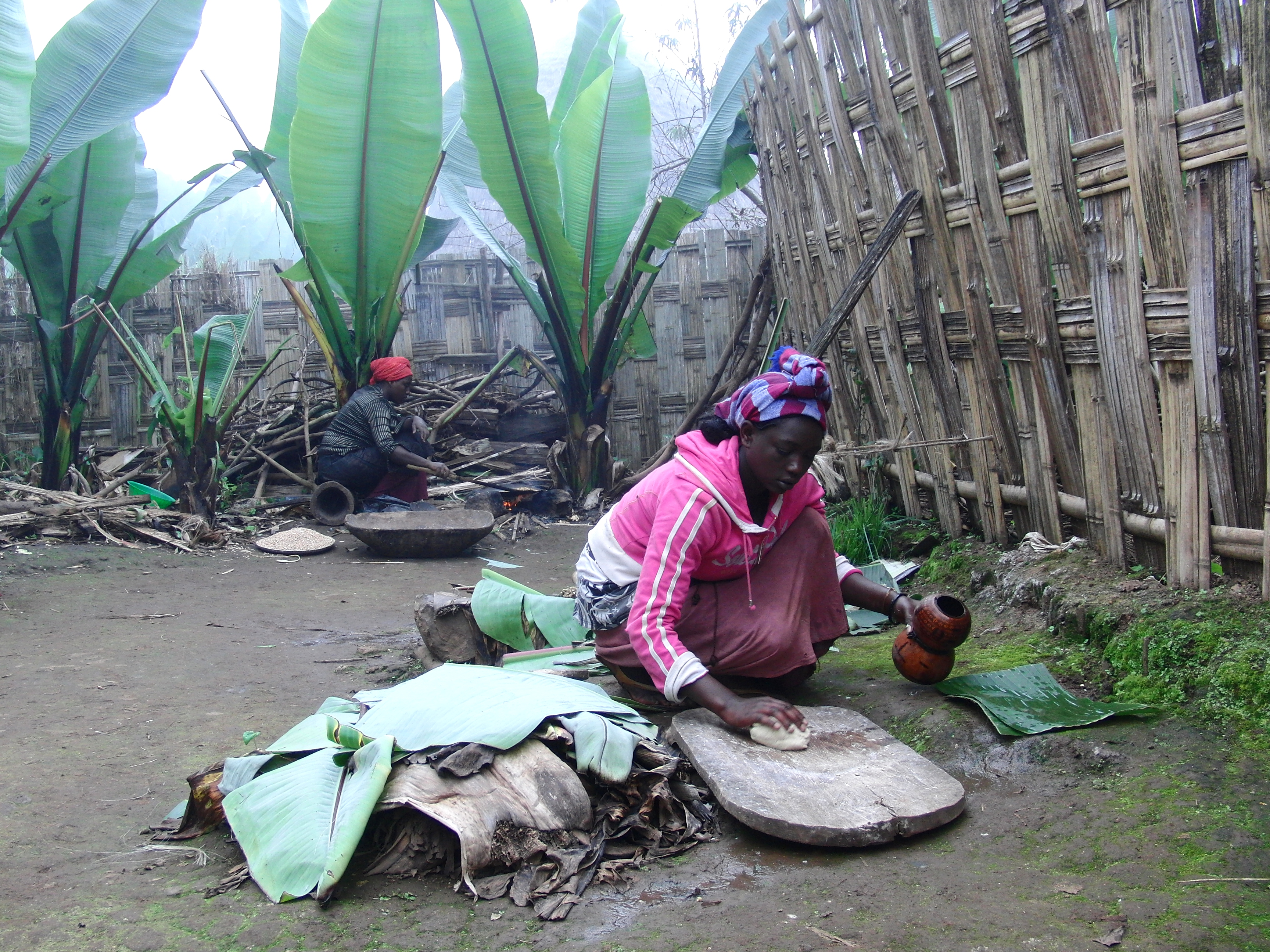
エンセーテからパンを作るドルゼ族（英語版）の女性

## 諸言語における呼称
ケニア
- 英語: wild banana[14]
- キクユ語: ihĩndu（イヘンドゥ）;〔種子〕ngobo（ゴボ）[15]
- ナンディ語: sosurwet /sa̘ː˦su̘ːr˦˨-we̘t˦/（サースールウェト）[16]